# کترا
کترا، روستایی از توابع بخش نشتا شهرستان تنکابن در استان مازندران ایران است.

## جمعیت
این روستا در دهستان کترا قرار دارد و مرکز این دهستان بشمار می‌آید که بر اساس سرشماری مرکز آمار ایران در سال ۱۳۹۵، جمعیت آن برابر با ۱۸۳۲ نفر (۶۲۶ خانوار) بوده‌است.